# Pyknidie

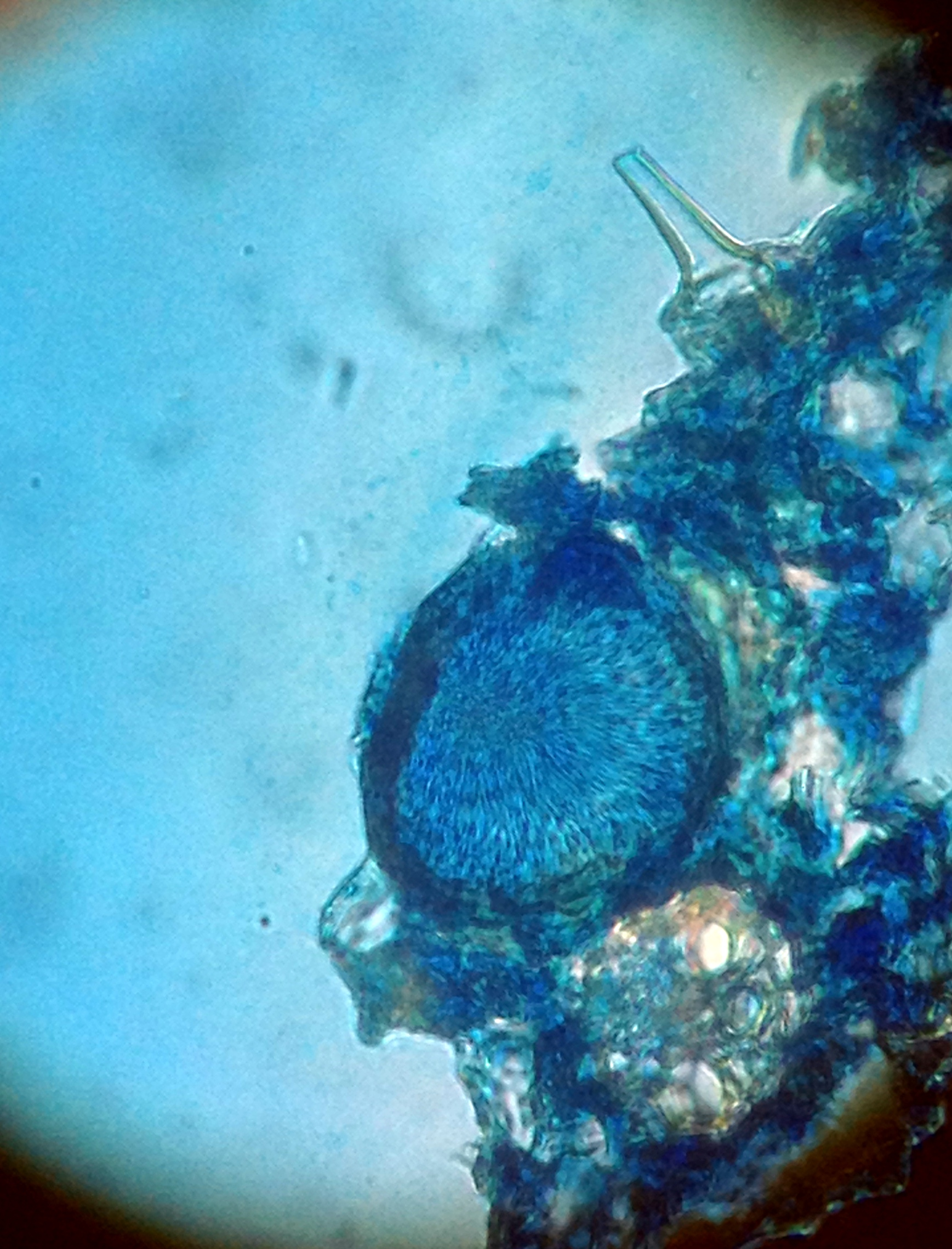
Im Blattgewebe eingelassene und noch geschlossene Pyknidie von Mycosphaerella graminicola

Die Pyknidien – Singular Pyknidie oder Pycnidium – sind kugel- bis flaschenförmige fruchtkörperähnliche Strukturen (auch als Fruktifikationen bezeichnet), die in der Gruppe der Schlauchpilze auftreten. In ihrem Inneren werden asexuelle, also durch Mitose entstehende, Sporen (Konidien) gebildet. Sporen, die in Pyknidien entstehen, werden oft auch Pyknosporen genannt.
Pyknidien sind häufig bei Flechten (also lichenisierten Schlauchpilzen) zu finden, wo sie meist in das Lager der Flechte eingesenkt sind und oft nur ihre winzige, oberflächliche Öffnung, das Ostiolum, sichtbar ist.
Bei nicht-lichenisierten Ascomyceten sind die Pyknidien mehr oder weniger stark in das Wirtsgewebe eingesenkt. Diese Schlauchpilze bilden das Form-Taxon der Ordnung Sphaeropsidales. Hierzu gehören wichtige Erreger von Pflanzenkrankheiten wie Ascochyta chrysanthemi oder Phoma lingam.
Ähnliche Strukturen bei Rostpilzen bilden keine Konidien, sondern Spermatien aus, die der Übertragung von Erbinformationen (DNA) dienen. Sie werden deshalb Spermogonien genannt.